# Jurisdicción de Lara
Jurisdicción de Lara település Spanyolországban, Burgos tartományban. Jurisdicción de Lara Villoruebo községgel határos. Lakosainak száma 41 fő (2024).

## Népesség
A település népessége az utóbbi években az alábbiak szerint változott:
| Lakosok száma | 67   | 59   | 60   | 51   | 48   | 40   | 41   | 33   | 31   | 41   |
|               | 2001 | 2004 | 2006 | 2009 | 2011 | 2014 | 2016 | 2019 | 2021 | 2024 |